# Богумили у Византији
Богумили у Византији су били хришћани које је владајућа православна црква сматрала јеретицима и називала фундагијагити (гр: фунда — торба) и кудугери. Они теже изворном хришћанству, где човеку који се обраћа Богу нису потребни посредници, свештеници, нити посебне верске зграде. Богумилство се првобитно јавља међу Словенима централног Балкана, као реформска струја византијског православља. Убрзо се шири и међу несловенским становништвом Цариграда и Мале Азије.

## Порекло
Сматра се да богумилство потиче од павлићана и масалијана. Масалијани (гр: еухити — молитељи) се јављају у IV или V веку у предњој Азији, и молитвама и плесањем терају из себе злог духа, сотону. Они су упражњавали непрестану молитву, у складу са саветом Апостола Павла: „Молите се непрестано". Сматра се да су месалијани веровали у човекову моћ самоспасења. Павлићани теже враћању старом добу првих хришћанских општина, и показују изразиту борбеност против црквеног сјаја и богатсва, јерархије цркве и учешћа у сплеткама дворског и престоничког живота. Били су против накнадних светаца, који се славе поред Христа и готово равно њему, и против култа икона, који су сматрали идолопоклонством. Богумили у Византији се у одбацивању икона такође ослањају на старији покрет иконоборства из 6. и 7. века, који одбацује култ икона и реликвија у хришћанству, а посебно клањање иконама царева. Византијски цар Константин V Копроним (741-775) је преселио из Азије више хиљада сиријских и јерменских павлићана у Тракију, а 970. цар Јован I Цимискије је преселио још око 200.000 Јермена павлићана и населио их око Филипопоља (данашњег Пловдива), као одбрану од надирућих Бугара. Они се убрзо удружују са Бугарима у честим побунама против Византије.
Цар Михајло I (811–813) је прогласио смртну казну за манихејце, павлићане и ацингане (које многи поистовећују са Ромима), на захтев патријарха Нићифора.

## Хронологија
Најчешће се као оснивач овог учења наводи поп Богумил, свештеник који је око 950. године проповедао у Македонији, да би потом прешао у Филопопољ у Тракији. Богумилски покрет се великом брзином проширио међу словенским становништвом Балкана, што се делом објашњава политичким разлозима. Хијерархија византијске цркве, која је подржавала владајуће слојеве и давала им ауторитет власти, била је страна Словенима. Након припајања Бугарске Византији, 971. године група богумилских проповедника прелази у Цариград, где налази доста присталица међу угледним житељима престонице.
1034. године Јевтимије (Euthymius), монах манастира „Богородица Перивлепта” у Константинопољу, родом из Акмоније у Малој Азији, пише полемички спис против малоазијских богумила. Он каже да они себе називају правим хришћанима, али су православнима познати као фундагијагити, док се међусобно зову богумили. Јевтимије тврди да су били спремни и да учествују у православним обредима, па чак и светим тајнама, којима нису придавали важност. Упитани за своју веру, одговарали би да верују „у све што и ми“. Као једног од богумилских старешина помиње Јована Цурила, свештеника из Акмоније, кога ондашњи људи називају попом. Јевтимије открива богумиле и у свом манастиру у Константинопољу.
Козма I (1075–81), патријарх Константинопоља, у свом писму архиепископу Ларисе у Тесалији пише: „За оне који говоре да је Сотона творац видљиве твари... анатема!“ Патријарх такође анатемише и попа Богумила, који је ширио манихејску јерес у време краља Петра бугарског, што је најранији помен попа Богумила у грчким изворима.
Цар Алексије I Комнин (1081—1118) започиње прогоне богумила и павлићана, који нису хтели да прихвате византијску црквену и световну власт. Један од најревноснијих проповедника богумилства у Византији је био Василије Доктор. Забележено је да је неколико хиљада војника напустило војни поход Алексија Комнина против Нормана, и многи од њих су због дезертерства 1085. бачени у затвор. Цар Алексије улаже напоре да преобрати богумиле, па за преобраћенике подиже нови град Алексиопољ, насупрот „јеретичком“ седишту Филипопољу. 1100. године цар Алексије I Комнин хапси богумила по имену Дивљат (Divlatius), стављајући га на муке да би открио податке о покрету. Он као вођу богумила именује Василија, који изгледа као монах а иначе је доктор који је ту доктрину изучавао петнаест година, и науковао је више од четрдесет, окушивши око себе дванаест ученика под именом апостола. Василије Докор је био већ у дубокој старости (имао је око седамдесет година) када је ухапшен заједно са својим ученицима и доведен на на двор. Јевтимије Зигавен (Euthymius Zigabenus) нам од његовог учења преноси следеће: „Они избацују све побожне цареве са списка хришћана, и кажу да су само иконоборци православни и верни, посебно Константин V Копроним". Василије је још говорио да има изворни текст Библије који није уређивао Јован Златоусти. Василија Богумила црквени суд прогласио јеретиком и осудио на смрт. Његови ученици који су се одрекли учења су ослобођени, док су остали осуђени на доживотну робију. Василије је спаљен на ломачи 1118. године, након осам година проведених у заточеништву.
Током 1140-их и 1150-их је у Константинопољу одржан низ суђења богумилима. Неколицина епископа и један патријарх, Козма I Атикос (1146-7), су осумњичени због овог учења. Сабор у Константинопољу 1140. године, на челу са патријархом Лавом (1134—1143), је позвао на уништење разних грчких дела која садрже учење слично масалијанском, „иначе названо богомилским“. Исти црквени сабор је нашао доказе богумилства у списима Константина Хризомалуса (ен: Constantine Chrysomallus), недавно преминулог у манастиру светог Николе на Хијерону, и постхумно га осудио за јерес. Списи су повучени из оптицаја и спаљени. За време цара Манојла I Комнина, нови патријарх Михајло II (1143–46) је председавао сабором који је двојицу кападокијских епископа због богумилсва осудио на казну самице, иако оптужба тешко да је имала везе са богумилским учењем. Монах Нифон, који је свуда уважаван као свети човек, је протестовао против казне, па је и сам осуђен као богумил и затворен у манастиру Перивлептон у Константинопољу. Патријарх Михајло је насилно реаговао на ширење богумилства, па је током његове владавине сабор наредио да се непокорни богумили спаљују без обраћања цивилном суду. 1146. године патријарха Михајла, наслеђује Козма II Атикос (1146—1147), који одмах ослобађа монаха Нифона, бранећи његову правоверност. 20. фебруара 1147. се сабирају епископи којима председава цар Манојло и Козму проглашавају кривим звог наклоности богумилима. У Византији је 1140-их оптужба за богумилство била моћно оружје против политичких противника, слично као оптужба за комунизам у САД 1950-их. Манојло I Комнин је 1150-их година помагао Илариона Мегленског, епископ мегленске епархије, у средњој
Македонији у покрштавању богумила и прогону оних који нису хтели да се покрсте.
1167. године богумилски старешина Константинопоља поп Никита, припадник Драговићке цркве, путује у Италију и јужну Француску да би присуствовао катарском сабору у Сен Феликсу на коме се одлучивало о територијалном разграничењу катарских општина у западној Европи. 1170-их, крајем Манојлове владавине, Хуго Етериано из Писана издаје трактат против патарена (Adversus Patherenos) у Цариграду. Трактат је написан на захтев непознатог великаша, са циљем да убеди цара да примени смртну казну на богумиле. У њему се поред осталих оптужби, наводи да богумили одбијају да дају заклетву (феуд), и коментарише: „Без заклетви овај свет не би био и не може бити чврсто заснован.“ мислећи притом на феудални свет његовог времена.
Када су крсташи 1204. заузели Константинопољ, историчар Жофроа де Вилардуен бележи да су тамо затекли неке павлићане. Васељенски патријарх и византијски цар су боравили у Никеји, јер су Цариград тада држали Латини. Писмо Германа, патријарха Никеје (1222—1240), становницима Константинопоља, садржи анатему против свих који називају „животородни и часни крст вешалима“. 1261. године, византијски цар Михајло VIII (1259–82) повраћа Константинопољ.
У зиму 1316–17 је млади Григорије Палама боравио у манастиру на планини Папикион, на „граници Тракије и Македоније“, где је расправљао са локалним богумилима, које његов биограф назива месалијанима.
Једна од озбиљнијих провала богумилства се збила почетком 1320-их на Светој гори, монашком средишту православног света. Црквене власти јављају Светом синоду у Константинопољу да су јеретици богумили који одбацују култ икона, уче да крштење и причешће немају вредности и не верују у Христово оваплоћење нити у телесно васкрсење мртвих. Нићифор Григора, византијски историчар, преноси да је некима од њих следила покора, али су остали прогнани са Атоса, док су неки побегли током суђења за Солун и Константинопољ. Појава богумилства на Светој гори се временски подудара са процватом аскетске традиције исихазма (гр: ἡσυχασμός — мировање, тиховање) међу тамошњим монасима. Зато што исихазам придаје већу важност унутрашњој усредсређености на просветљење, него литургији и спољашњим обредима цркве, у почетку је оптуживан за месалијанство (исто као и богумили), али су такве оптужбе престале након сабора у Константинопољу 1351. године када је исихазам проглашен православним.
Патријарх Калист († 1363) у Житију Теодосија Трновског износи да је јерес доспела на Свету гору преко монахиње Ирине, која носи глас побожности, али је прикривена богумилка. Са њом су се братија повремено виђала када би каквим послом изашли до града. Два богумила прогнана са Свете горе 1320-их, Лазар и Кирил Босота (боси) су побегли за бугарску престоницу Трново, где су проповедали против крста, икона, брака итд. и имали ученике. 1347. године још један од прогнаних богумила са Атоса, Ђорђе од Ларисе, и даље проповеда и предводи групу ученика међу којима је и монахиња Порина (или Ирина).
Пред сам пад Солуна 1430. године, солунски архиепископ Симеон (1416–29), објављује Расправу против јеретика, у којој осуђује кудугере.